# Mehdi Namli
Mehdi Namli est un footballeur marocain né le 23 janvier 1987 à Safi. Il évolue au poste de milieu ou d'attaquant.

## Sélection
Dans le cadre de la rencontre opposant le Maroc au Togo prévu le 14 novembre 2012, Mehdi Namli, répond favorablement à la première convocation du sélectionneur national du Maroc, Rachid Taoussi.
Le mercredi 26 décembre 2012, il est sélectionné par Rachid Taoussi, le sélectionneur national, pour disputer la CAN 2013.
À la dernière minute, Mehdi Namli se blesse et donc ne fera pas le voyage avec l'équipe nationale du Maroc en Afrique du Sud, ce dernier est remplacé par Abdelialah Al Hafidi dans la liste des joueurs convoqués par le sélectionneur Rachid Taoussi.
| Matches internationaux de Mehdi Namli | Matches internationaux de Mehdi Namli | Matches internationaux de Mehdi Namli           | Matches internationaux de Mehdi Namli | Matches internationaux de Mehdi Namli | Matches internationaux de Mehdi Namli | Matches internationaux de Mehdi Namli | Matches internationaux de Mehdi Namli |
| 0                                     | Date                                  | Lieu                                            | Adversaire                            | Score                                 | Résultats                             | Compétitions                          |                                       |
| ------------------------------------- | ------------------------------------- | ----------------------------------------------- | ------------------------------------- | ------------------------------------- | ------------------------------------- | ------------------------------------- | ------------------------------------- |
| 1                                     | 14 novembre 2012                      | Stade Mohammed-V, Casablanca, Maroc             | Togo                                  | —                                     | 0-1                                   | Match amical                          |                                       |
| 2                                     | 8 janvier 2013                        | Rand Stadium (en), Johannesburg, Afrique du Sud | Zambie                                | —                                     | 0-0                                   | Match amical                          |                                       |
| 3                                     | 12 janvier 2013                       | Rand Stadium (en), Johannesburg, Afrique du Sud | Namibie                               | —                                     | 2-1                                   | Match amical                          |                                       |

## Carrière
- 2006-2010 : Olympique de Safi
- 2010-2012 : Clermont Foot
- 2012-2015 : Moghreb de Tetouan [1]
- depuis 2015 : Olympique de Safi

## Palmarès
Moghreb de Tétouan
- Championnat du Maroc
  - Champion en 2014